# Жуков Олександр Ігорович
Олекса́ндр І́горович Жу́ков (нар. 23 серпня 1986 — 28 жовтня 2017) — солдат Збройних сил України, учасник російсько-української війни.

## Життєпис
Народився 1986 року в селі Мала Білозерка (Василівський район, Запорізька область). Закінчив 2001-го Малобілозерську ЗОШ, 2004 року — Мелітопольський залізничний ліцей та здобув професію складача потягів. Працював на Запорізькому залізорудному комбінаті за фахом.
Протягом 2015—2016 років проходив військову службу за мобілізацією в зоні бойових дій на посаді стрільця; з 30 жовтня 2015-го брав участь в боях. В липні 2016-го підписав контракт, служив механіком-водієм (16-й полк НГУ). У серпні 2017 року перейшов на контрактну службу в 25-ту десантну бригаду, солдат, стрілець-санітар; з жовтня обороняв Авдіївку.
28 жовтня 2017-го увечері загинув від вогнепального поранення під час вогневого протистояння з противником, який почав обстріл опорного пункту у промзоні Авдіївки з піхотного озброєння.
Поховання 31 жовтня 2017 року в селі Мала Білозерка.
Без Олександра лишились мама, сестра і донька.

## Нагороди та вшанування
- указом Президента України № 42/2018 від 26 лютого 2018 року «за особисту мужність і самовіддані дії, виявлені у захисті державного суверенітету та територіальної цілісності України, зразкового виконання військового обов'язку» — нагороджений орденом «За мужність» III ступеня (посмертно)[1]